# Marián Varga (fotbalista)
Marián Varga (* 19. listopadu 1963) je bývalý slovenský fotbalista, obránce.

## Fotbalová kariéra
V československé lize hrál za ZVL Žilina a Vítkovice. Nastoupil v 97 ligových utkáních a dal 8 gólů. Ve druhé nejvyšší soutěži hrál za FK Ostroj Opava.

## Ligová bilance
| Ročník                                   | Zápasy | Góly | Klub            |
| ---------------------------------------- | ------ | ---- | --------------- |
| 1. československá fotbalová liga 1986/87 | 24     | 0    | ZVL Žilina      |
| 1. československá fotbalová liga 1987/88 | 28     | 3    | ZVL Žilina      |
| 1. československá fotbalová liga 1990/91 | 18     | 2    | TJ Vítkovice    |
| 1. československá fotbalová liga 1991/92 | 23     | 3    | TJ Vítkovice    |
| 1. československá fotbalová liga 1992/93 | 4      | 0    | SSK Vítkovice   |
| 2. česká fotbalová liga 1993/94          | -      | -    | FK Ostroj Opava |
| CELKEM                                   | 97     | 8    |                 |